# 딥 임팩트 (영화)
《딥 임팩트》(영어: Deep Impact)는 파라마운트 픽처스와 드림웍스가 제작한 미국의 SF 재난 영화로, 1998년 5월 8일에 미국에서 개봉하였다. 미미 리더가 감독하고, 일라이자 우드, 테이아 레이오니, 모건 프리먼, 로버트 듀발, 론 엘다드 등이 출연하였다.
비슷한 우주 재난 영화로 《아마겟돈》(1998)이 있으며, 미국에서 《딥 임팩트》와 비슷한 시기인 같은 해 여름에 출시되었다. 《딥 임팩트》의 과학적 신뢰성이 높이 평가 받고 있으나 《아마겟돈》이 박스 오피스에서 더 나은 성적을 거두었다. 그럼에도 《딥 임팩트》는 8천만 달러 제작 예산으로 전 세계에서 3억 4천 9백만 달러 이상의 수익을 얻으며 어느 정도 재정적인 성공을 거두었다.
이 영화는 촬영 감독 디트리히 로만의 마지막 작품이기도 하다.

## 줄거리
영화는 지구와 충돌하면 대량절멸(E.L.E.)을 초래할 것으로 예측되는 7 마일 너비의 혜성을 평범한 소년 리오 비더먼이 우연히 발견하는 데서 시작된다.
울프-비더먼으로 명명된 혜성을 폭파할 메시아 프로젝트(Messiah)를 실행하는 과정에서 오리온 우주선이 발사되고, 혜성에 착륙하여 굴착 후 핵폭탄을 매설하는 데까지는 성공하지만, 깊이가 충분하지 못했던 탓인지, 혜성은 폭발 후 '울프'와 '비더먼'이라는 조각 둘로 나뉘어 시시각각 지구로 다가온다. 이를 요격하기 위해 ICBM을 발사하지만 이마저도 실패하고, 마침내 혜성의 작은 조각 '비더먼'이 대서양에 충돌, 미국 동부가 거대한 해일에 잠기게 된다.
인류 절멸을 막기 위해 메시아 호는 남은 핵탄두로 지구로 날아오는 거대한 혜성의 잔해 '울프'의 갈라진 틈새 사이로 뛰어드는 자폭 임무를 수행하여 인류를 멸종의 위기로부터 구한다.

## 출연
| - 로버트 듀발 - 스퍼전 "피시" 태너, 우주 랑데부 조종사 역 - 돈 핸드필드 - 드와이트 태너 역 - 제이슨 프래스카 - 스티븐 태너 역 - 론 엘다드 - 오런 모내시, 미션 지휘관 역 - 제니퍼 조스틴 - 매리엣 모내시, 아내 역 - 메리 매코맥 - 앤드리아 "앤디" 베이커, 조종사 역 - 찰리 하트속 - 데이비드 베이커 역 - 스테퍼니 패튼 - 브리트니 베이커 역 - 존 패브로 - 거스 파텐자, 의료 책임자 역 - 알렉산드르 발루예프 - 미하일 툴친스키, 원자력 전문가 역 - 블레어 언더우드 - 마크 사이먼, 항법사 역 - 킴벌리 휴이 - 웬디 모걸 역 - 모건 프리먼 - 대통령 톰 벡 역 - 제임스 크롬웰 - 앨런 리튼하우스 역 - 오닐 콤프턴 - 모튼 엔트리컨, 대통령 고문 역 - 테이아 레이오니 - 제니 러너, 기자 역 - 버네사 레드그레이브 - 로빈 러너 역 - 막시밀리안 셸 - 제이슨 러너 역 - 리아 킬스테트 - 클로이 역 - 로라 이네스 - 베스 스탠리, 백악관 출입 기자 역 - 케이틀린 페인, 어맨다 페인 - 케이틀린 스탠리 역 - 브루스 와이츠 - 스튜어트 캘리, 상사 역 - 마크 모지스 - 팀 어밴스키, 동료 앵커 역 - 더그레이 스콧 - 에릭 베네커, 동료 역 - 수지 나카무라 - 제니 조수 역 - 우나 데이먼 - 메리앤 듀클로스 역 | - 일라이자 우드 - 리오 비더먼 역 - 리처드 시프 - 돈 비더먼 역 - 베치 브랜틀리 - 엘런 비더먼 역 - 케이티 헤이건 - 제인 비더먼 역 - 릴리 소비에스키 - 세라 호치너 역 - 데니즈 크로즈비 - 비키 호치너 역 - 게리 원츠 - 척 호치너 역 - 조 얼라 - 아이라 머스커텔 역 - 데럭 더린트 - 테오 반세르테마 역 - 찰스 듀머스 - 제프 워스 역 - 알리미 밸러드 - 바비 루 역 - W. 얼 브라운 - 매클라우드 역 - 프랭크 화이트먼 - 성직자 역 - 제이슨 도링 - 제이슨 역 - 라히 아지지 - 학생 역 - 터커 스몰우드 - 아이번 브로드스키 역 - 메린 던지 - 실라 브래들리 역 - 윌리엄 페어 - 그레이 맨 역 - 프랜시스 X. 매카시 - 스콧 장군 역 - 엘런 브리 - 스토프스키 역 - 레슬리 딜리 - 웨이터 역 - 컨체타 토메이 - 퍼트리샤 루이즈 역 - 마이크 오맬리 - 마이크 페리 역 - 커트우드 스미스 - 오티스 헤프터 역 |  |

## 음악
영화에 쓰인 이 음악은 제임스 호너가 작사, 작곡하였다.

## 제작
테이아 레이오니가 맡은 영화 속 인물인 제니 러너는 원래 CNN 직원으로 출연할 예정이었다. CNN은 이를 "부적절하다"는 이유로 거절했다. 그 대신 당시 신생 방송망이었던 MSNBC가 이를 주목도를 높일 수 있는 방안으로 여겨 영화 내용에 포함되는 것에 동의하였다.
감독 미미 리더는 다른 나라 로케이션 촬영으로 추가 관점을 담아내고 싶었으나 예산과 시간이 허락되지 않았다고 언급했다. 시각 효과 감독 스콧 패러는 전 세계에서 벌어진 사건들까지 다뤘다면 주요 인물들 사연에 집중돼야할 관객들 주의가 분산되었을 것이라고 말했다.
이 영화의 교통 체증 장면은 개통 예정이었던 버지니아주 234번 도로의 우회 도로(현재는 주 노선으로 편입됨)에서 촬영되었다. 당시 고속도로 정체 장면에만 차량 1,870여 대와 엑스트라 2,100여 명이 동원되었다.
영화에서 혜성을 폭파시키는 장면은 세트장에서 직접 만든 혜성 모형으로 촬영하였다. 거대한 해일에 의해 뉴욕이 파괴되는 장면은 컴퓨터 그래픽으로 만들었는데 이 장면을 만드는 데 6개월 이상이 걸렸다.
영화 촬영 장면을 보면 모든 엑스트라와 제작진들이 영화의 성공을 위해 정성껏 노력하여 제작했음을 알 수 있다.

## 한국판 성우진
| - 탁원제 - 태너(로버트 듀발) - 최덕희 - 제니 러너(테이아 레이오니) - 김병관 - 톰 벡 대통령(모건 프리먼) - 홍승옥 - 로빈 러너(버네사 레드그레이브) - 김기현 - 제이슨 러너(막시밀리안 셸) - 김용식 - 스튜어트 캘리(브루스 웨이츠) - 김태훈 - 헤프터(커트우드 스미스) - 안지환 - 모내시(론 엘다드) - 엄현정 - 베이커(메리 매코맥) - 김수희 - 베스(로라 이네스) - 김영선 - 리오(일라이자 우드) - 황일청 - 세라의 아버지(게리 원츠) / 리튼하우스(제임스 크롬웰) - 전임복 - 루이즈(컨체타 토메이) - 이종혁 - 리오의 아버지(리처드 시프) / 울프 박사(찰스 마틴 스미스) - 이윤연 - 툴친스키(알렉산드르 발루예프) - 최원형 - 사이먼(블레어 언더우드) - 박지훈 - 모튼(오닐 콤프턴) - 안장혁 - 제프(찰스 듀머스) - 김용준 - 거스(존 패브로) - 김아영 - 세라(릴리 소비에스키) - 김호성 - 어밴스키(마크 모지스) - 최수진 - 리오의 엄마(베치 브랜틀리) - 송준석 - 베이커의 남편(찰리 하트속) - 엄태국 - 아이라(조 얼라) - 배정민 - 세라의 엄마(데니즈 크로즈비) | - 유강진 - 태너(로버트 듀발) - 함수정 - 제니(테이아 레이오니) - 김영선 - 리오(일라이자 우드) - 성선녀 - 로빈(버네사 레드그레이브) - 설영범 - 벡 대통령(모건 프리먼) - 최성우 - 베이커(메리 매코맥) - 서광재 - 제이슨(막시밀리안 셸) - 최원형 - 모내시(론 엘다드) - 엄상현 - 파텐자(존 패브로) - 이현주 - 세라(릴리 소비에스키) - 홍희숙 - 베스(로라 이네스) - 홍진욱 - 툴친스키(알렉산드르 발루예프) |  |

## 같이 보기
- 그린랜드 (영화)